# Igor Pomierancew
Igor Pomierancew (ur. 11 stycznia 1948 w Saratowie) – radziecki dysydent, rosyjski pisarz i poeta, absolwent wydziału filologii romańsko-germańskiej uniwersytetu w Czerniowcach na Ukrainie. W 1978 roku wyemigrował na Zachód. Jako jeden z nielicznych rosyjskich poetów uprawia wiersz wolny.

## Wybrana twórczość
- "Dlaczego ważki?"
- "Ci, co trzymali nas za ręce, umarli".